# King of California
King of California ist eine US-amerikanische Filmkomödie aus dem Jahr 2007. Regie führte Mike Cahill, der auch das Drehbuch schrieb.

## Handlung
Die verantwortungsbewusste 16-jährige Miranda hat es in ihrem Leben nicht leicht. Von der eigenen Mutter verlassen, bricht sie frühzeitig die Schule ab, um sich mit einem Aushilfsjob in einem Schnellrestaurant über Wasser halten zu können. In dieser Situation wird ihr geistig verwirrter und mittelloser Vater Charlie nach zweijährigem Aufenthalt in einer psychiatrischen Anstalt entlassen, der jetzt zusätzlich Mirandas Leben mit seinen verwunderlichen und anscheinend völlig verrückten Ideen auf den Kopf stellt. Charlie ist besessen von der Vorstellung, einen seit langem verschollenen Goldschatz spanischer Eroberer aus dem 17. Jahrhundert zu bergen, den er irgendwo in der näheren Umgebung ihres heruntergekommenen Hauses vermutet. Er stützt seine These auf Informationen aus dem Tagebuch von Padre Juan Florismarte Torres, einem spanischen Missionar, der einst mit seinem Expeditionsteam auf der Flucht vor wütenden Einheimischen durch Südkalifornien zog und den Schatz in einer Höhle versteckte.
Anfangs hält das skeptische Mädchen ihren Vater für verrückt, doch nach und nach lässt es sich ebenfalls von seiner Schatzsuche in den Bann ziehen. Gemeinsam durchstreifen die beiden die Gegend um das Städtchen Santa Clarita auf Spurensuche, um den Aufenthaltsort des verschollenen Reichtums zu finden. Mirandas Recherchen ergeben, dass der Schatz wohl an einem Ort versteckt wurde, an der später eine neue Gemeinde mit einer Filiale der Supermarktkette Costco Wholesale gebaut wurde. Um seine kostspieligen Nachforschungen finanzieren zu können, verkauft Charlie ungefragt Mirandas heruntergekommenes Auto, das sie sich zuvor unter großen Entbehrungen erspart hatte. Es kommt daraufhin zu einem Streit, und Charlie versetzt schließlich seinen Kontrabass, um ihr Auto zurückzukaufen.
Die von ihrem Vater angestiftete Miranda bewirbt sich um einen Job in dem betreffenden Supermarkt, um für einen nächtlichen Besuch an den Generalschlüssel zu kommen, was ihr auch gelingt. Die anhaltenden Zahlungsschwierigkeiten ihres Vaters machen Miranda aber immer mehr zu schaffen. Die beiden verlieren leichtfertigerweise neben ihrem gesamten Mobiliar auch ihr kleines Häuschen und werden obdachlos. Dennoch planen sie unvermindert, den Schatz zu bergen. Mit Hilfe des alternden Pepper, einem Jugendfreund und Musiker-Kollegen Charlies, brechen Miranda und Charlie zu nächtlicher Stunde in den Supermarkt ein und stemmen das Fundament des Betonbodens mit den dort erhältlichen Werkzeugen auf. Ein unterirdischer Fluss mit hohem Schwefelwasserstoffgehalt kommt dabei zum Vorschein, in den Charlie in einem im Supermarkt gefundenen Taucheranzug springt und nach einer Weile mutmaßlich den erhofften Dublonen-Schatz findet.
Da die nächtliche Aktion nicht ungestört bleibt, fesselt er seine verzweifelte Tochter, um eine Tatbeteiligung Mirandas zu vertuschen, überreicht ihr aber noch einen Zettel mit einem Barcode und verabschiedet sich von seiner Tochter. Nachdem man ihn eine kleine aber schwere Kiste durch den Supermarkt schleppend sieht, springt er wieder in den unterirdischen Fluss. Die Antwort was letztendlich genau mit Charlie passiert, bleibt der Film schuldig. Es ist lediglich die Rede davon, dass weder er noch seine Leiche gefunden werden konnten. Am Ende des Films fährt Miranda mit ihrem alten Wagen in den Supermarkt und kauft einen Geschirrspüler, und zwar genau den, dessen Nummer Charlie ihr zuvor noch überreicht hatte. Unter Tränen öffnet sie am Strand ihren Einkauf und entdeckt darin etwas Unglaubliches, zumindest lässt ihr Gesichtsausdruck diesen Schluss zu. Glücklich fährt Miranda in der letzten Szene eine Küstenstraße hinauf.

## Kritiken
Walter Addiego schrieb in der San Francisco Chronicle vom 28. September 2007, der Film erinnere ihn an jene „von der Gegenkultur geliebten“ Filme der 1970er Jahre, in den Rebellen „in Flammen des moralischen Sieges“ untergehen würden. Die „ergreifende Darstellung der liebevollen Vater-Tochter-Beziehung“ habe den Kritiker angesprochen. Es sei „nett“, Michael Douglas außerhalb des Mainstreams zu sehen. Evan Rachel Wood erfülle das Versprechen, das sie in ihren früheren Filmen Dreizehn und High School Confidential gegeben habe.
Roger Ebert schrieb in der Chicago Sun-Times vom 21. September 2007, die Handlung sei absurd. Er lobte Michael Douglas und Evan Rachel Wood, die „potentiell nicht zu spielende Charaktere“ (“potentially unplayable characters”) gut spielen würden.
Das Lexikon des Internationalen Films urteilt: „Solide, aber eher überraschungsarm inszenierte Vater-Tochter-Geschichte, die sich zu einem hübsch anzusehenden Film mit etwas bemühter Wohlfühlhaltung entwickelt.“

## Hintergrund
Der Film wurde in Los Angeles und in Santa Clarita (Kalifornien) gedreht.

## Premiere
Seine Weltpremiere hatte der Film am 24. Januar 2007 auf dem Sundance Film Festival. Am 11. September 2007 wurde er auf dem Toronto International Film Festival 2007 vorgeführt. Ab dem 14. September 2007 wurde er in ausgewählten Kinos der USA gezeigt, in denen er bis zum 21. Oktober 2007 ca. 248.000 US-Dollar einspielte. Der deutsche Kinostart folgte am 15. November 2007.